# MI3
MI3 was de Britse militaire inlichtingendienst sectie 3 (British Military Intelligence Section 3), die zich bezighield met het verzamelen van inlichtingen afkomstig uit Oost-Europa (exclusief Scandinavië en Rusland).